# Craig Thomson (arbitro)
Craig Alexander Thomson (Paisley, 20 giugno 1972) è un ex arbitro di calcio scozzese.

## Carriera
Arbitra nella Premier League scozzese dal 2002, e la sua prima partita è stata il 12 maggio 2002 St Johnstone - Hibernian 1-0.
Thomson è un arbitro internazionale dal 2003. Il suo primo incontro internazionale per la FIFA è stata la sconfitta per 4-1 dell'Irlanda del Nord per conto della Norvegia al Windsor Park, Belfast, il 18 giugno 2004.
A livello nazionale, ha arbitrato la finale della Scottish Challenge Cup del 2006 tra Ross County e Clyde a McDiarmid Park il 12 novembre, che il Ross ha vinto ai rigori dopo che i supplementari si erano conclusi sul punteggio di 1-1.
È stato selezionato per gli europei Under-21 del 2007 in Olanda. Dove ha arbitrato solo la partita tra Belgio-Israele. Sempre nel 2007 viene convocato per arbitrare ai Mondiali FIFA Under-17 in Corea del Sud, e poco dopo arriva il debutto nella Coppa dei Campioni in occasione di Rosenborg-Valencia.
Thomson è apparso come quarto ufficiale al Campionato europeo di calcio 2008 in Austria e Svizzera.
Pur essendo stato inserito nella lista dei 54 pre-selezionati in vista del Campionato mondiale di calcio 2010 in Sudafrica, il suo nome viene depennato nel taglio successivo.
Nel maggio 2011 dirige la semifinale di andata di Europa League tra Benfica e Sporting Braga.
Nel dicembre 2011 viene selezionato ufficialmente per gli Europei di calcio del 2012 in Polonia ed Ucraina.
Nell'aprile 2012 viene inserito dalla FIFA in una lista di 52 arbitri preselezionati per i Mondiali 2014.
Agli Europei in Polonia ed Ucraina, il fischietto scozzese dirige due partite della fase a gironi: Danimarca-Portogallo e Repubblica Ceca-Polonia.
Nell'ottobre 2013 è convocato dalla FIFA per il Campionato mondiale di calcio Under 17 2013. Si tratta della seconda esperienza ad un Mondiale Under 17, dopo la precedente del 2007. Nella circostanza, dirige dapprima una gara della fase a gironi, successivamente un ottavo di finale, ed infine viene designato per la finalissima, dell'8 novembre 2013 ad Abu Dhabi, tra le selezioni under 17 di Nigeria e Messico.
Nel gennaio 2014 non rientra nel novero degli arbitri selezionati per Brasile 2014, venendo così eliminato al taglio finale.